# Nate Williams

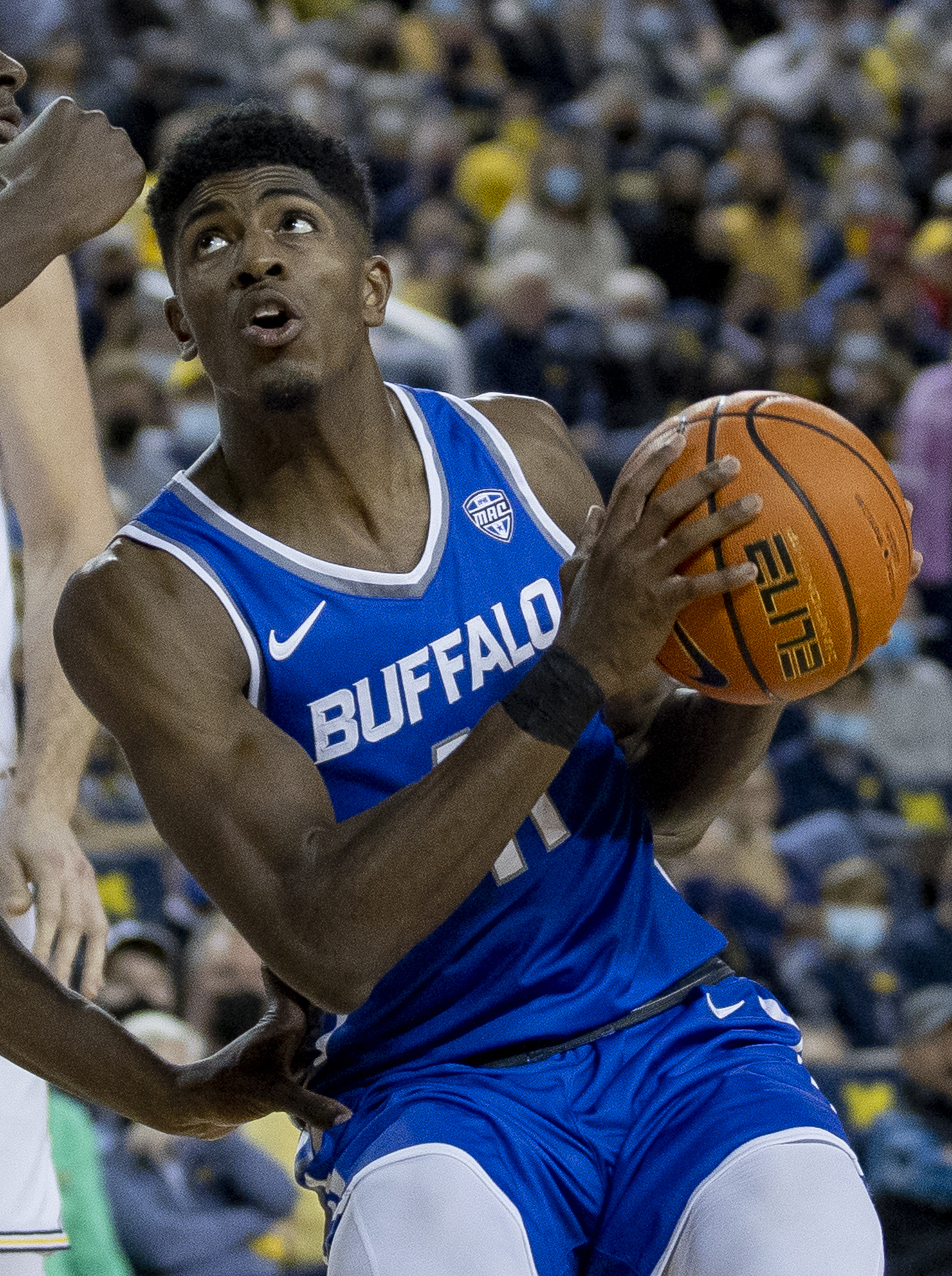
Nate Williams, 2021.

Jeenathan "Nate" Williams Jr., född 12 februari 1999 i Sag Harbor i New York, är en amerikansk professionell basketspelare (SG/SF) som spelar för Houston Rockets i National Basketball Association (NBA). Han har tidigare spelat för Portland Trail Blazers.
Williams blev aldrig NBA-draftad.
Innan han blev proffs studerade Williams vid University at Buffalo och spelade för deras idrottsförening Buffalo Bulls.